# Atelopus skvrnitý
Atelopus skvrnitý (Atelopus balios, Peters, 1973), je druh žáby z čeledi ropuchovitých. Je endemický pro oblast jihozápadního Ekvádoru; jeho výskyt byl zaznamenán v tichomořských nížinách v provinciích Azuay, Cañar a Guayas. Jedná se o vzácný druh, u kterého již bylo předpokládáno vyhynutí, v roce 2011 však tým z Conservation International objevil jeden exemplář při pátrání po ztracených obojživelnících. Pokles populace obojživelníků je pečlivě dokumentován. Atelopus skvrnitý je kriticky ohrožený v důsledku postižení široce rozšířenou chytridiomykózou, jež hubí celé populace dalších obojživelníků. Nálezů pulce atelopa skvrnitého bylo zaznamenáno pouze 10.

## Popis
Dospělí samci měří 27–29 mm a samice 35–37 mm od nosu po kloaku. Nos je ostře zakončený, končetiny jsou dlouhé a štíhlé. Prsty předních a zadních končetin jsou částečně blanité. Hřbet je olivově zelený a je pokryt zaoblenými černými skvrnami, které zasahují až do končetin. Dlaně, chodidla, blány a perianální oblast jsou oranžové. Břicho je krémově žluté s výjimkou okrajů, ke kterým zasahují černé skvrny. Ocas pulce tvoří 52 % celkové délky jeho těla.

## Stanoviště a ochrana
Jeho přirozeným prostředím jsou nížinné tropické deštné pralesy v nadmořské výšce 200–460 m n. m. nebo 0–900 m n. m.; zdroje se neshodují. Aktivní je v noci, pobývá v blízkosti vodních pramenů. Je ohrožen chytridiomykózou a ztrátou přirozeného prostředí způsobenou zemědělstvím, těžbou dřeva a znečištěním. Území jeho výskytu nezahrnuje žádnou chráněnou oblast.